# 恰洛加蒂縣
恰洛加蒂縣是孟加拉國巴里薩爾專區的一個縣，位於該國南部，東臨恆河。面積758.06平方公里。2001年人口694,231人。
下分四個鄉。